# Inotex
I N O T E X spol. s r.o. je obchodní společnost, která vznikla 4. srpna 1992. Sídlí ve Dvoře Králové nad Labem a působí především v oborech chemického a textilního průmyslu.
Společnost byla založena v roce 1992 uskupením několika fyzických osob. Inotex se dá považovat za nástupnickou organizaci Výzkumného ústavu textilního zušlechťování (VÚTZ), který Inotex v roce 1996 koupil v rámci privatizačního řízení. Společnost sídlí zejména právě v budovách dřívějšího VÚTZ a v jeho nejbližším okolí.[zdroj?]
Textilní průmysl má v regionu Dvora Králové dlouhou tradici sahající až do 16. století. Město bylo v 19. a počátkem 20. století považováno za centrum textilního průmyslu v Českých zemích.[zdroj?]
V roce 1949 byl založen socialistickým zřízením Výzkumný ústav Československých textilních závodů a vedle něj také předchůdce Inotexu Výzkumný ústav textilního zušlechťování. Původně ve Dvoře Králové sídlila pouze pobočka VÚTZ, avšak již po dvou letech existence ústavu se sem přesunula i centrála. VÚTZ měl dobrou pověst i za hranicemi Československa. Největších úspěchů dosahoval především v oblasti výzkumu se zaměřením na celulózové materiály a jejich směsi. Po roce 1989 se z VÚTZ stal státní podnik, který byl později privatizován. S proměnou ve státní podnik získal ústav větší míru samostatnosti a začal se kromě samotného výzkumu zaměřovat i na specializované odvětví výroby například textilních pomocných přípravků a vlastní textilní výroby.[zdroj?]
Již v roce 1995 bylo rozhodnuto o privatizaci ústavu na základě privatizačního projektu č. 20767 schváleného usnesením vlády České republiky ze dne 28. června 1995 č. 386. Rozhodnutím č. 309/1996 ministra průmyslu a obchodu České republiky ze dne 23. září 1996 byla převedena část majetku státního podniku na Fond národního majetku České republiky. Ústav byl odkoupen Inotexem a firma státního podniku zanikla v roce 2001.[zdroj?]
Inotex se zaměřuje především na technologie v oblasti textilní předúpravy, barvení, tisk a vlastní textilní výrobu. Inotex produkuje také svá vlastní barviva a textilní pomocné přípravky. Vedle toho provozuje s barvivy i velkoobchod. Společnost nabízí komplexní koloristický servis včetně vzorování a výpočtů barvících receptur. Textilní zaměření je doplněno i strojařským vybavením. Inotex je tak schopný nabízet svou výrobní kapacitu obchodním partnerům působícím například v automobilovém průmyslu. Společnost provozuje střediska technické informatiky a normalizace, ekologie a také akreditovanou zkušební laboratoř. Vedle toho Inotex provozuje také Centrum textilních technologií a vzdělávání a je členem společnosti vědeckotechnických parků ČR.[zdroj?]